# Qui té por de Virginia Woolf? (obra de teatre)
Qui té por de Virginia Woolf? (Who's Afraid of Virginia Woolf? en el seu títol original) és una obra de teatre en tres actes del dramaturg estatunidenc Edward Albee estrenada el 1962.

## Argument
Martha i George són un matrimoni madur, que porten junts 20 anys. Ella és filla d'un rector universitari. És una dona forta que fins i tot conserva la seva bellesa, però amb reaccions a vegades violentes. Ell és una mica més jove, igualment ben plantat, i dotat d'una intel·ligència inquietant. El matrimoni convida a una vetllada a casa un jove professor de la Universitat i la seva esposa. Davant la mirada dels seus convidats, Martha i George cauen en un huracà de renyines, retrets mutus i odis ocults. Després de la marxa de Nick i Honey, els amfitrions tornen a enfrontar-se a la seva solitud.

## Representacions destacades
- Billy Rose Theatre, Broadway, 13 d'octubre de 1962. Estrena.
  - Direcció: Alan Schneider
  - Intèrprets: Uta Hagen (Martha), Arthur Hill (George), Melinda Dillon (Honey), George Grizzard (Nick).
- Piccadilly Theatre, Londres, 1963.[1]
  - Direcció: Alan Schneider
  - Intèrprets: Uta Hagen (Martha), Arthur Hill (George), Beverlee McKinsey (Honey), Richard Easton (Nick).
- Théâtre de la Renaissance, París, 1964.
  - Adaptació: Jean Cau.
  - Direcció: Franco Zeffirelli.
  - Intèrprets: Madeleine Robinson (Martha), Raymond Gérome (George), Pascale Audret (Honey), Claude Giraud (Nick)
- Music Box Theatre, Broadway, 1976.
  - Direcció: Edward Albee
  - Intèrprets: Colleen Dewhurst (Martha), Ben Gazzara (George), Maureen Anderman (Honey), Richard Kelton (Nick).
- Longacre Theatre, Broadway, 2004.
  - Direcció: Anthony Page
  - Intèrprets: Kathleen Turner (Martha), Bill Irwin (George), Mireille Enos (Honey), David Harbour (Nick).
- Teatro el Milagro, Mèxic, 2019.
  - Intèrpretes: Laura Almela (Martha), Daniel Giménez Cacho (George), Ana Clara Castañón (Honey), Pedro De Tavira (Nick).

## L'obra en castellà
En la seva estrena a Espanya, en 1966, en plena dictadura franquista, donat el seu fort contingut, l'obra s'anunciava sota enunciats com "No aconsellable per a públic no preparat" o "Únicament apta per a espectadors de sòlida formació". Entre les representacions de la peça a Espanya poden mencionar-se com a més destacades les següents:
- Teatro Goya, Madrid, 1966. Estrena a Espanya.[3]
  - Adaptació: José Méndez Herrera.
  - Direcció: José Osuna.
  - Intèrprets: Mary Carrillo (Martha), Enrique Diosdado (George), Lolita Losada (Honey), Ricardo Garrido (Nick).
- Teatre Principal, Alacant, 1999.[4]
  - Adaptació: Adolfo Marsillach.
  - Intèrprets: Núria Espert (Martha), Adolfo Marsillach (George), Marta Fernández Muro (Honey), Pep Munné (Nick).
- Teatro La Latina, Madrid, 2012.[5]
  - Direcció: Daniel Veronese.
  - Intèrprets: Carmen Machi (Martha), Pere Arquillué (George), Mireia Aixalà (Honey), Ivan Benet (Nick).
- Teatro "Arte&Desmayo" (Madrid),2018
  - Direcció: Fernando Sansegundo
  - Intèrprets: Melida Molina ("Martha"), Juanma Gómez ("George"), Sheila Niño ("Honey"), Enrique García Conde ("Nick")

## L'obra en català
L'obra fou traduïda al català el 1990 com a Qui té por de la Virginia Woolf? per Jordi Arbonès amb pròleg de Josep Maria Carandell i publicada el 1991 per l'Institut del Teatre. La primera representació es va fer el 30 d'octubre del 1990 al Teatreneu de Barcelona amb escenografia de Hermann Bonnín i interpretada per Amparo Moreno (Martha), Hermann Bonnín (George), Pilar Orgillés (Honey) i Josep Salvatella (Nick).
El 2011 fou representada novament al Teatre Romea per Emma Vilarasau (Martha), Pere Arquillué (George), Mireia Aixalà (Honey) i Ivan Benet (Nick). El 2012 fou representada pels mateixos actors al Teatre Joventut de l'Hospitalet de Llobregat. L'abril del 2018 fou interpretada pel grup Qollunaka Teatre, sota la direcció d'Ester Batlló i Eduard Garcia i interpretada per Ester Batlló (Martha), Josep Manel Martínez "Kazo" (George), Núria Grao (Honey) i Sergi Guillemot (Nick). El mateix grup la va representar en la IV Mostra de Teatre en Català a Madrid l'octubre de 2019.

## Versió cinematogràfica
L'obra va aconseguir la seva major quota de popularitat gràcies a la versió cinematogràfica del mateix títol, dirigida per Mike Nichols i protagonitzada per Richard Burton i Elizabeth Taylor en 1966.